# Hypomélanose de Ito
 Mise en garde médicale
L’hypomélanose de Ito (HI), anciennement dénommée incontinentia pigmenti achromians est une maladie neuro-cutanée caractérisée par des lésions cutanées hypopigmentées le long des lignes de Blaschko qui se développent dans les deux premières années de vie, associées à des symptômes neurologiques, squelettiques et ophtalmologiques.

## Épidémiologie
Sa prévalence (nombre de malades) est inconnue et son incidence (nombre de nouveaux cas) est estimée entre 1/10 000 et 1/8 500.

## Causes
Elle est le plus souvent d'apparition sporadique, mais des cas de transmission autosomique dominante, récessive ou liée à l'X sont possibles. Il existe parfois des anomalies chromosomiques. 

## Diagnostic
L'atteinte cutanée peut être associée à d'autres atteintes, le plus souvent cérébrales au niveau de la substance blanche.
Les diagnostics différentiels, associant atteintes cutanées et neurologiques, sont principalement l' incontinentia pigmenti, la sclérose tubéreuse et le syndrome de Pallister-Killian. Et en cas de macules hyperpigmentées associées, il faut inclure les neurofibromatoses de types 1 et 2.

## Traitement
La prise en charge est pluri-disciplinaire et si les lésions cutanées ne nécessitent pas de traitement spécifique, une prise en charge par un ophtalmologue, un neurologue ou un orthopédiste peuvent être nécessaires. 

## Évolution
Le pronostic est bon concernant les lésion cutanées et dépend de la gravité des anomalies viscérales associées.